# خلیل‌آباد (خمین)
خلیل‌آباد (خمین)، روستایی از توابع بخش کمره شهرستان خمین در استان مرکزی ایران است.

## جمعیت
این روستا در دهستان چهارچشمه قرار دارد و براساس سرشماری مرکز آمار ایران در سال ۱۳۸۵، جمعیت آن ۵۳۴ نفر (۱۵۰خانوار) بوده‌است.